# Salpausselkä (kompleks skoczni)

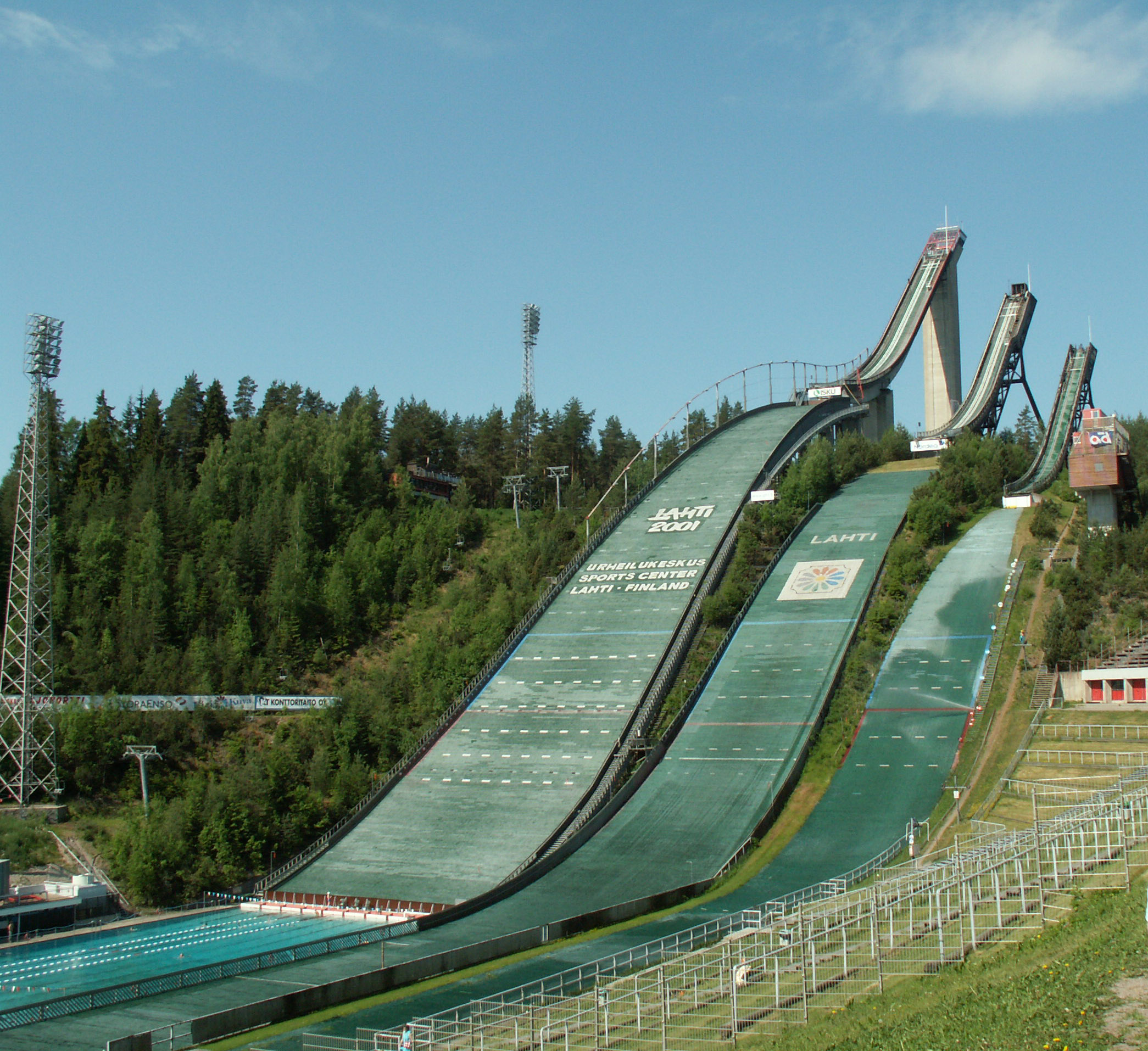
Skocznie latem

Salpausselkä – centrum skoczni narciarskich położone w Lahti w Finlandii.
Kompleks składa się ze skoczni: K116, K90, K64, K38, K25, K15, K8 oraz K6.
Skocznie K116 oraz K90 czterokrotnie były arenami MŚ w narciarstwie klasycznym (w 1978, 1989, 2001 oraz 2017).
Lahti od dawna pojawia się w kalendarzu Pucharu Świata i Pucharu Kontynentalnego w skokach narciarskich i kombinacji norweskiej.
W 2013 roku przebudowano skocznię normalną. Po przebudowie przesunięto punkt HS z 97. na 100. metr.
Skocznie wykonane z betonu i wybudowane są na częściowo sztucznym wzniesieniu. Choć duża skocznia posiada osłonę przeciwwiatrową, warunki wietrzne w Lahti nie są dobre. Za to zaletą tej skoczni jest posiadanie sztucznego oświetlenia, które jest potrzebne przy rozgrywaniu konkursów wieczornych. Przeciwnikom organizacji zawodów przez Lahti nie podoba się również sama konstrukcja skoczni, która ich zdaniem przypominają szubienicę. Cały kompleks jest wyłożony igelitem. W otoczeniu skoczni znajdują się stadion sportowy piłkarski oraz stadion lekkoatletyczny.

## Dane o skoczniach

### Salpausselkä K116
- Punkt konstrukcyjny: 116 m
- Wielkość skoczni (HS): 130 m
- Punkt sędziowski: 135 m
- Oficjalny rekord skoczni: 138 m –  Johann André Forfang (04.03.2017)
- Długość najazdu: 85,4 m
- Nachylenie najazdu: 38,64°
- Długość progu: 6,43 m
- Nachylenie progu: 10,5°
- Wysokość progu: 3,41 m
- Nachylenie zeskoku: 34,7°

#### Rekordziści skoczni
| Lp. | Dzień     | Rok  | Zawodnik             | Odległość | Zawody             | Uwagi              |
| --- | --------- | ---- | -------------------- | --------- | ------------------ | ------------------ |
| 1.  | 26 lutego | 1978 | Alois Lipburger      | 112,5 m   | Mistrzostwa Świata |                    |
| 2.  | 26 lutego | 1978 | Falko Weißpflog      | 114,5 m   | Mistrzostwa Świata |                    |
| 3.  | 9 marca   | 1980 | Steve Collins        | 124,0 m   | Puchar Świata      |                    |
| 4.  | 1 marca   | 1992 | Toni Nieminen        | 125,0 m   | Puchar Świata      |                    |
| 5.  | 2 marca   | 1996 | Adam Małysz          | 125,5 m   | Puchar Świata      |                    |
| 6.  | 2 marca   | 1996 | Primož Peterka       | 127,0 m   | Puchar Świata      |                    |
| 7.  | 3 marca   | 1996 | Masahiko Harada      | 127,0 m   | Puchar Świata      | wyrównanie rekordu |
| 8.  | 7 marca   | 1998 | Primož Peterka       | 129,0 m   | Puchar Świata      |                    |
| 9.  | 17 lutego | 2001 | Adam Małysz          | 130,5 m   | Mistrzostwa Świata |                    |
| 10. | 19 lutego | 2001 | Martin Schmitt       | 131,0 m   | Mistrzostwa Świata |                    |
| 11. | 24 lutego | 2001 | Ville Kantee         | 132,0 m   | Mistrzostwa Świata |                    |
| 12. | 15 marca  | 2003 | Adam Małysz          | 132,0 m   | Puchar Świata      | wyrównanie rekordu |
| 13. | 4 marca   | 2005 | Adam Małysz          | 132,0 m   | Puchar Świata      | wyrównanie rekordu |
| 14. | 4 marca   | 2006 | Andreas Widhölzl     | 132,0 m   | Puchar Świata      | wyrównanie rekordu |
| 15. | 4 marca   | 2006 | Andreas Widhölzl     | 135,5 m   | Puchar Świata      |                    |
| 16. | 4 marca   | 2017 | Johann André Forfang | 138,0 m   | Mistrzostwa Świata |                    |

### Salpausselkä K90
- Punkt konstrukcyjny: 90 m
- Wielkość skoczni (HS): 100 m
- Oficjalny rekord skoczni: 103,5 m –  Kamil Stoch (24.02.2017) – kwalifikacje do mistrzostw świata
- Długość najazdu: 73,760 m
- Nachylenie najazdu: 38,230°
- Długość progu: 6,15 m
- Nachylenie progu: 10,8°
- Wysokość progu: 3,19 m
- Nachylenie zeskoku: 33°

#### Rekordziści skoczni
| Lp. | Dzień     | Rok  | Zawodnik        | Odległość | Zawody             | Uwagi                        |
| --- | --------- | ---- | --------------- | --------- | ------------------ | ---------------------------- |
| 1.  | 18 lutego | 1978 | Matthias Buse   | 86,0 m    | Mistrzostwa Świata |                              |
| 2.  | 6 marca   | 1981 | Jari Puikkonen  | 87,0 m    | Puchar Świata      |                              |
| 3.  | 1 marca   | 1986 | Ernst Vettori   | 88,0 m    | Puchar Świata      |                              |
| 4.  | 1 marca   | 1986 | Matti Nykänen   | 89,0 m    | Puchar Świata      |                              |
| 5.  | 1 marca   | 1987 | Pekka Suorsa    | 91,5 m    | Puchar Świata      |                              |
| 6.  | 29 lutego | 1992 | Toni Nieminen   | 91,5 m    | Puchar Świata      | wyrównanie rekordu           |
| 7.  | 4 lutego  | 1994 | Jens Weißflog   | 93,0 m    | Puchar Świata      |                              |
| 8.  | 4 lutego  | 1994 | Jens Weißflog   | 94,0 m    | Puchar Świata      |                              |
| 9.  | 1 marca   | 1996 | Masahiko Harada | 95,5 m    | Puchar Świata      |                              |
| 10. | 4 marca   | 2000 | Janne Ahonen    | 98,5 m    | Puchar Świata      |                              |
| 11. | 22 lutego | 2001 | Adam Małysz     | 99,0 m    | Mistrzostwa Świata | trening; rekord nieoficjalny |
| 12. | 3 marca   | 2012 | Jurij Tepeš     | 101 m     | Puchar Świata      |                              |
| 13. | 24 lutego | 2017 | Kamil Stoch     | 103,5 m   | Mistrzostwa Świata | kwalifikacje                 |

### Salpausselkä K64
- Punkt konstrukcyjny: 64 m
- Wielkość skoczni (HS): 70 m
- Oficjalny rekord skoczni: 72,5 m –  Jarkko Määttä (1.03.2008)
- Długość najazdu: 61 m
- Nachylenie najazdu: 37°
- Długość progu: 5,5 m
- Nachylenie progu: 10,5°
- Wysokość progu: 2,1 m
- Nachylenie zeskoku: 34,0°